# Снайдер (Техас)
Снайдер (англ. Snyder) — місто (англ. city) в США, в окрузі Скаррі штату Техас. Населення — 11 438 осіб (2020).

## Географія
Снайдер розташований за координатами 32°42′49″ пн. ш. 100°54′39″ зх. д. / 32.71361° пн. ш. 100.91083° зх. д. (32.713547, -100.910730). За даними Бюро перепису населення США в 2010 році місто мало площу 22,34 км², з яких 22,26 км² — суходіл та 0,08 км² — водойми.

### Клімат
| Клімат : Снайдер      | Клімат : Снайдер | Клімат : Снайдер | Клімат : Снайдер | Клімат : Снайдер | Клімат : Снайдер | Клімат : Снайдер | Клімат : Снайдер | Клімат : Снайдер | Клімат : Снайдер | Клімат : Снайдер | Клімат : Снайдер | Клімат : Снайдер | Клімат : Снайдер |
| Показник              | Січ.             | Лют.             | Бер.             | Квіт.            | Трав.            | Черв.            | Лип.             | Серп.            | Вер.             | Жовт.            | Лист.            | Груд.            | Рік              |
| Середній максимум, °C | 13,2             | 15,4             | 20,0             | 25,1             | 29,6             | 32,7             | 34,5             | 33,9             | 30,2             | 24,9             | 18,9             | 13,4             | 24,3             |
| Середній мінімум, °C  | −2,1             | −0,1             | 4,0              | 8,6              | 14,6             | 19,1             | 20,9             | 20,4             | 16,3             | 10,3             | 3,4              | −1,8             | 9,4              |
| Норма опадів, мм      | 21               | 30               | 40               | 43               | 73               | 89               | 50               | 55               | 55               | 58               | 29               | 25               | 569              |
| --------------------- | ---------------- | ---------------- | ---------------- | ---------------- | ---------------- | ---------------- | ---------------- | ---------------- | ---------------- | ---------------- | ---------------- | ---------------- | ---------------- |
| Джерело: NOAA         |                  |                  |                  |                  |                  |                  |                  |                  |                  |                  |                  |                  |                  |

## Демографія
Згідно з переписом 2010 року, у місті мешкали 11 202 особи в 4128 домогосподарствах у складі 2834 родин. Густота населення становила 501 особа/км². Було 4787 помешкань (214/км²).
Расовий склад населення:
| - 79,0 % — білих - 3,8 % — чорних або афроамериканців - 0,7 % — корінних американців - 0,5 % — азіатів - 13,4 % — осіб інших рас |

До двох чи більше рас належало 2,6 %. Частка іспаномовних становила 41,4 % від усіх жителів.
За віковим діапазоном населення розподілялося таким чином: 28,3 % — особи молодші 18 років, 57,3 % — особи у віці 18—64 років, 14,4 % — особи у віці 65 років та старші. Медіана віку мешканця становила 33,9 року. На 100 осіб жіночої статі у місті припадало 95,9 чоловіків; на 100 жінок у віці від 18 років та старших — 92,3 чоловіків також старших 18 років.
Середній дохід на одне домашнє господарство становив 69 292 долари США (медіана — 51 352), а середній дохід на одну сім'ю — 81 647 доларів (медіана — 59 543). Медіана доходів становила 51 250 доларів для чоловіків та 30 273 долари для жінок. За межею бідності перебувало 11,7 % осіб, у тому числі 12,4 % дітей у віці до 18 років та 11,8 % осіб у віці 65 років та старших.
Цивільне працевлаштоване населення становило 4998 осіб. Основні галузі зайнятості: освіта, охорона здоров'я та соціальна допомога — 21,7 %, сільське господарство, лісництво, риболовля — 21,1 %, роздрібна торгівля — 15,4 %, мистецтво, розваги та відпочинок — 10,6 %.

## Персоналії
- Пауерс Бут (1948—2017) — американський актор.